# Underbelly: Badness
Underbelly: Badness, es un drama australiano que se estrenó el 13 de agosto de 2012 en la cadena Nine Network y terminó sus transmisiones el 1 de octubre de 2012. La miniserie es la quinta parte de la serie Underbelly transmitida en 2009. La serie contó los acontecimientos ocurridos en Sídney entre el año 2001 y el 2011. Fue narrada por la actriz Caroline Craig, que narró las cinco temporadas anteriores.

## Historia
La serie se centra en Anthony "Badness" Perish y muestra cómo este realizó actividades delictivas bajo la nariz de los policías, quienes formaron el grupo de la fuerza de policía de Nueva Galés del Sur conocido como "Strike force tuno", para llevarlo ante la justicia por sus crímenes entre ellos el asesinato del informante de la policía Terry Falconer.

## Reparto

### Principal
- Jonathan LaPaglia como el criminal Anthony "Rooster" Perish, criminal.
- Matthew Nable como el detective sargento Gary Jubelin, jefe de la fuerza de Ataque Tuno ("Strike Force Tuno") encargado de detener a Anthony.
- Ella Scott Lynch como la oficial mayor Camille Alavoine, oficial de la fuerza de Ataque Tuno.
- Aaron Jeffery como Frank O'Rourke, ex-asociado de Anthony e informante de la fuerza de Ataque Tuno.
- Josh Quong Tart como el criminal Andrew "Undies" Perish, criminal y hermano de Anthony.
- Benjamin Winspear como el detective mayor de la policía Tim Browne, oficial segunda al mando de la fuerza de Ataque Tuno.
- Jason Montgomery como Brett "Decker" Simpson, criminal y asesino de Anthony.
- Justin Smith como Matthew "Muzz" Lawton, criminal y mano derecha de Anthony.[4]

### Recurrente
- PJ Lane como Michael Christianse, un adicto a los esteroides y asociado de Decker.[5]
- Jodi Gordon como la reportera de la policía Kylie Keogh.[6]
- Leeanna Walsman como la detective sargento Pam Young.
- Goran D. Kleut como Jasper Pengilly, líder del club "Living Dead Motorcycle".
- Luke Bovino como Vito Russo, asociado de Decker.
- Geordie Robinson como Craig "Schiz" Bottin, vendedor de drogas y asociado de Decker.
- Hollie Andrew como Tracy Shepherd, psicóloga y novia de Gary Jubelin.
- Zara Michales como Pippa, novia de Frank O'Rourke.[7]
- Steven Vidler como el comandante de homicidios de la policía.

### Otros Personajes
- Rory Williamson como el detective mayor de la policía Jason Evers.
- Radek Jonak como Paul Elliot.
- Luke Pegler como el detective mayor de la policía Luke Rankin.
- Terry Serio como Terry Falconer, informante de la policía. Terry es asesinado por Anthony durante el primer episodio.
- Philip Partridge como Jasper "Not" Pengilly.
- Craig Ward como Gary Mack.
- JR Laveta como Willie "Little Willy" Strong.
- Petra Yared como Joanne Peters.
- John Sheerin como Tony Maloney.
- Genevieve Hegney como Bridgette Greenacre.
- Jody Kennedy como Paulina.
- Sophie Webb como Lauren Perish.
- Ben Geurens como el analista Lee.
- Neal Horton como Todd.
- Richard Van Grootel como Eel.
- Mark Alexander-Erber como Kenny.
- Chantelle Kijurina como el hijo del detective Gary.
- Benedict Wall como Ben Dokic.
- Tom Nichols como la hija del detective Gary.
- Genevieve Hegney como Bridgette Greenacre.
- Angie Diaz como Tahnee, la novia de Decker.
- Chiara Gizzi
- Jessica Falkholt
- Nick English
- Bruce Venables

## Episodios
La primera temporada cuenta con ocho episodios, mientras que en las series anteriores hubo trece.
| N.º | Título                   | Director     | Escritor (a)     | Emisión                 |
| --- | ------------------------ | ------------ | ---------------- | ----------------------- |
| 1   | «They Will Be Done»      | Tony Tilse   | Felicty Packard  | 13 de agosto de 2012    |
| 2   | «Cut Snake & Crazy F**k» | Tony Tilse   | Felicity Packard | 20 de agosto de 2012    |
| 3   | «The Loaded Dog»         | David Caesar | Peter Gawler     | 27 de agosto de 2012    |
| 4   | «Year of the Rooster»    | —            | —                | 3 de septiembre de 2012 |

## Premios y nominaciones
| Año  | Categoría                                            | Premio               | Nominado                                                     | Resultado |
| ---- | ---------------------------------------------------- | -------------------- | ------------------------------------------------------------ | --------- |
| 2013 | Best Music for a Television Series or Serial         | Screen Music Award   | Burkhard Dallwitz                                            | pendiente |
| 2013 | Television: Mini Series Original                     | AWGIE Award          | Nicola Aken, Peter Gawler, Felicity Packard & Jeffrey Truman | Ganaron   |
| 2013 | Most Outstanding Actor                               | Silver Logie Award   | Aaron Jeffery                                                | Nominado  |
| 2013 | Most Outstanding New Talent                          | Graham Kennedy Award | Jason Montgomery                                             | Nominado  |
| 2013 | Most Popular miniseries or Telemovie                 | Logie Award          | Underbelly: Badness                                          | Nominado  |
| 2013 | Most Outstanding Miniseries or Telemovie             | Silver Logie Award   | Underbelly: Badness                                          | Nominado  |
| 2013 | Best Guest or Supporting Actor in a Television Drama | AACTA Award          | Aaron Jeffery                                                | Ganó      |

## Producción
La producción comenzó a principios del 2012 y el rodaje a mediados de dicho año.
La serie fue escrita por Peter Gawler, Felicity Packard, Jeff Truman y Niki Aken y dirigida por Tony Tilse, David Caeser y Ian Watson. La música del inicio fue hecha por Burkhard Dallwitz y se titula "It's a Jungle Out There".
El estreno de la serie fue visto por 1,78 millones de espectadores.